# Willis John Gertsch
Willis John Gertsch est un arachnologiste américain, il est né le 4 octobre 1906 à Montpelier en Idaho et mort le 12 décembre 1998.
Il était Curator des arachnides à l'American Museum of Natural History. Il a décrit plus de 1 000 espèces pour la plupart des araignées.